# Saison 2012 des Orioles de Baltimore
La saison 2012 des Orioles de Baltimore est la 112e saison en Ligue majeure de baseball pour cette franchise et la 59e depuis son arrivée à Baltimore.
Équipe surprise du baseball majeur en 2012, les Orioles connaissent leur première saison gagnante depuis 1997. Gagnants de 93 parties contre 69 défaites, une progression de 24 victoires depuis la saison précédente, les Orioles terminent seconds de la division Est de la Ligue américaine à seulement deux matchs des meneurs, les Yankees de New York. Baltimore défait les doubles champions en titre de l'Américaine, les Rangers du Texas, dans le match de meilleur deuxième qui lance les séries éliminatoires mais est éliminé en cinq rencontres au terme d'une chaude bataille livrée aux Yankees en Série de division.

## Contexte
Avec 69 victoires et 93 défaites en 2011, les Orioles terminent derniers dans leur division, la section Est de la Ligue américaine, pour la quatrième année de suite. Malgré une très légère amélioration avec 3 matchs gagnés de plus qu'en 2010, ils amorcent 2012 sur une séquence de 14 saisons perdantes, n'ayant pas joué au-dessus de la moyenne de,500 en une année depuis leur dernier titre de division en 1997.

## Intersaison
Le lanceur de relève droitier Darren O'Day, peu utilisé en 2011 par les Rangers du Texas en raison de blessures, est réclamé au ballottage le 2 novembre. Le 1er décembre suivant, les Rangers échangent le receveur Taylor Teagarden aux Orioles contre le lanceur des ligues mineures Randy Henry.

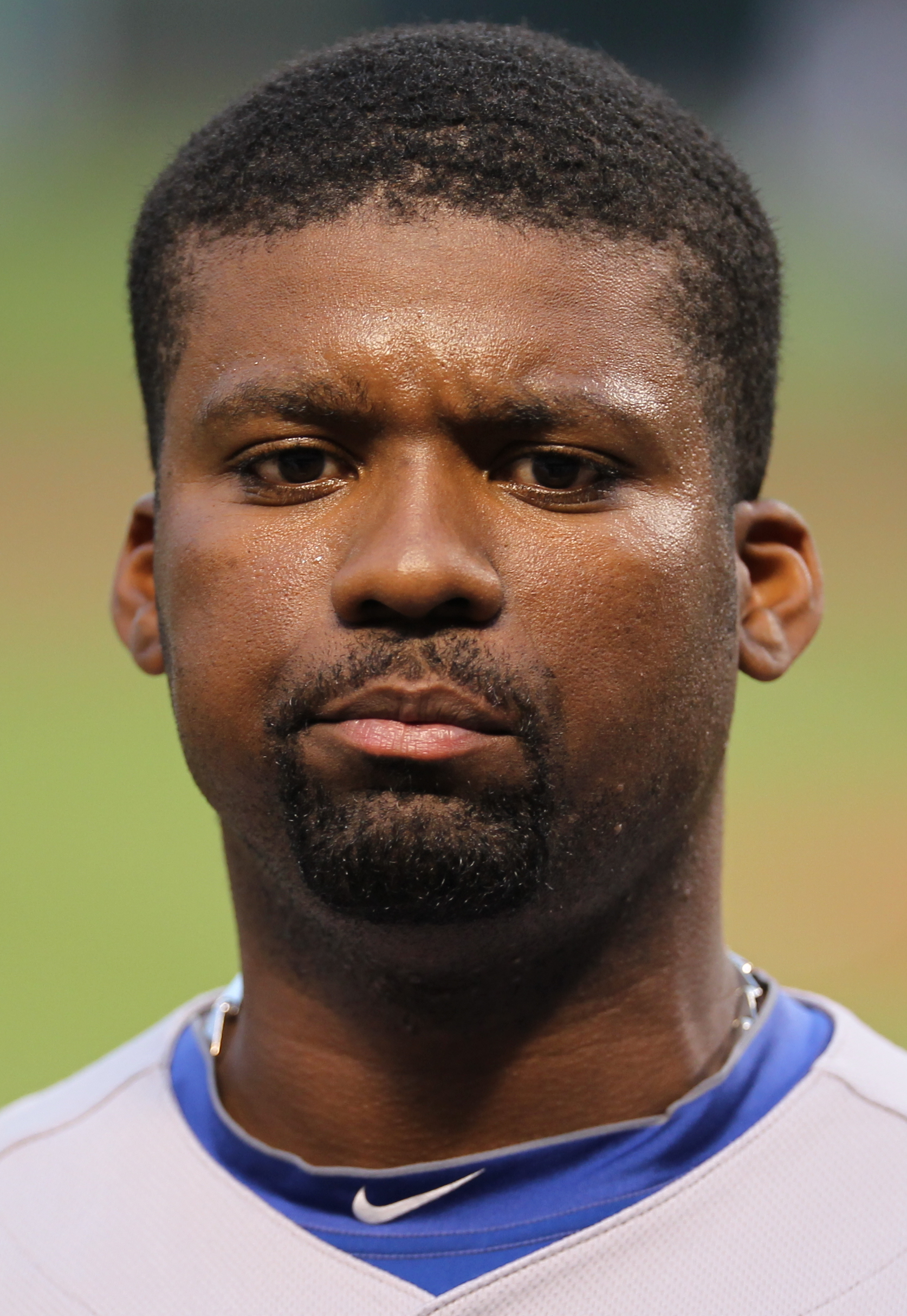
Wilson Betemit.

Le 8 décembre, les Orioles obtiennent le lanceur partant gaucher Dana Eveland des Dodgers de Los Angeles en retour du lanceur gaucher Jarret Martin et du voltigeur Tyler Henson, tous deux joueurs en ligues mineures.
Le 14 décembre, les Orioles mettent sous contrat pour deux ans le lanceur gaucher Tsuyoshi Wada des Fukuoka SoftBank Hawks de la Ligue Pacifique du Japon. Le 10 janvier 2012, un autre joueur évoluant au Japon, le Taïwanais Wei-Yin Chen, signe un contrat de trois saisons avec les Orioles.
Le voltigeur Antoan Richardson, qui a fait ses débuts dans les majeures en 2011 avec les Braves d'Atlanta, et Jon Link, lanceur des Dodgers en 2010, rejoignent les Orioles via des contrats des ligues mineures.
Le 24 janvier, le joueur de troisième but Wilson Betemit signe un contrat de 3,25 millions de dollars pour deux saisons avec Baltimore.
Le 30 janvier, le receveur Ronny Paulino et les lanceurs Pat Neshek et Armando Galarraga se joignent aux Orioles.

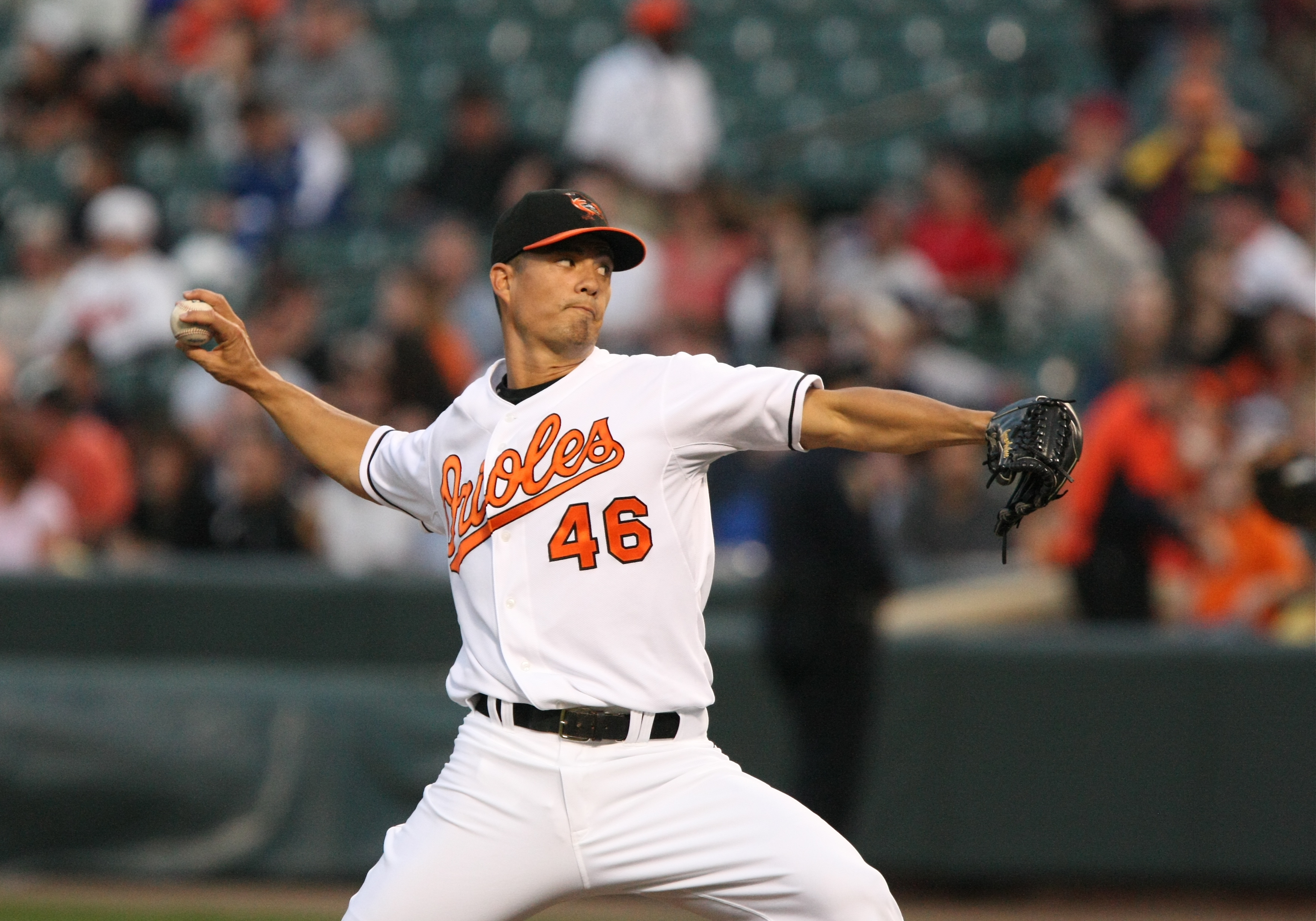
Jeremy Guthrie est échangé au Colorado.

Le 6 février, les lanceurs Jason Hammel et Matt Lindstrom sont acquis des Rockies du Colorado en retour du partant gaucher Jeremy Guthrie, qui s'alignait avec Baltimore depuis 2007.
Le 7 février, le joueur de champ intérieur Jeff Larish signe avec Baltimore.
Deux anciens des Yankees de New York, le releveur droitier Luis Ayala et le premier but Nick Johnson signent chez les Orioles le 10 février,.
Le lanceur gaucher Dontrelle Willis, libéré pendant le camp d'entraînement des Phillies de Philadelphie, signe avec les Orioles le 21 mars.
Le joueur d'arrêt-court Pedro Florimon, Jr. est perdu au ballottage le 5 décembre 2011 et prend la direction du Minnesota. Le voltigeur Matt Angle est, de la même manière, réclamé par les Dodgers de Los Angeles le 23 février. Le lanceur droitier Alfredo Simón est réclamé au ballottage par les Reds de Cincinnati le 3 avril.
Le voltigeur et frappeur désigné Luke Scott signe le 12 janvier 2012 avec les Rays de Tampa Bay. Le lanceur gaucher Jo-Jo Reyes quitte pour Pittsburgh et le droitier Mitch Atkins pour Washington. Le frappeur désigné des Orioles en 2011, Vladimir Guerrero, devient agent libre et ne revient pas avec le club. Le voltigeur Felix Pie n'est pas non plus de retour avec Baltimore.
Le voltigeur Kyle Hudson est libéré par Baltimore avant l'ouverture des camps d'entraînement. Le lanceur droitier Rick VandenHurk et le gaucher Clay Rapada connaissent le même sort le 3 février,.

## Calendrier pré-saison
L'entraînement de printemps des Orioles s'ouvre en février et le calendrier de matchs préparatoires précédant la saison s'étendu du 5 mars au 4 avril 2012.

## Saison régulière
La saison régulière des Orioles se déroule du 6 avril au 3 octobre 2012 et prévoit 162 parties. Elle débute à Baltimore le 6 avril contre les Twins du Minnesota, ce qui lance la 20e saison du Camden Yards, le stade de l'équipe.

### Mai
- 6 mai : Les Orioles remportent 9 à 6 un marathon de 17 manches à Boston contre les Red Sox. Le lanceur gagnant pour Baltimore est Chris Davis, qui devient le premier joueur de position à remporter un match comme lanceur dans la Ligue américaine depuis Rocky Colavito en 1968[29]. Davis est aussi le premier joueur de position des Orioles à lancer dans un match depuis Manny Alexander le 19 avril 1996[30]. Au bâton, Davis est frappeur désigné et connaît une mauvaise journée avec aucun coup sûr en 8 présences au bâton. Il est le premier joueur à être 0 en 8 dans un match et à recevoir la victoire comme lanceur depuis Rube Waddell le 4 juillet 1905[31]. Le club de Boston, aussi à court de lanceurs, envoie aussi son frappeur désigné au monticule : Darnell McDonald, qui écope de la défaite. C'est la première fois que deux joueurs de position sont opposés comme lanceurs dans un même match depuis George Sisler et Ty Cobb le 4 octobre 1925[32].
- 8 mai : Les Orioles mettent sous contrat leur ancien joueur Miguel Tejada[33].

### Juin

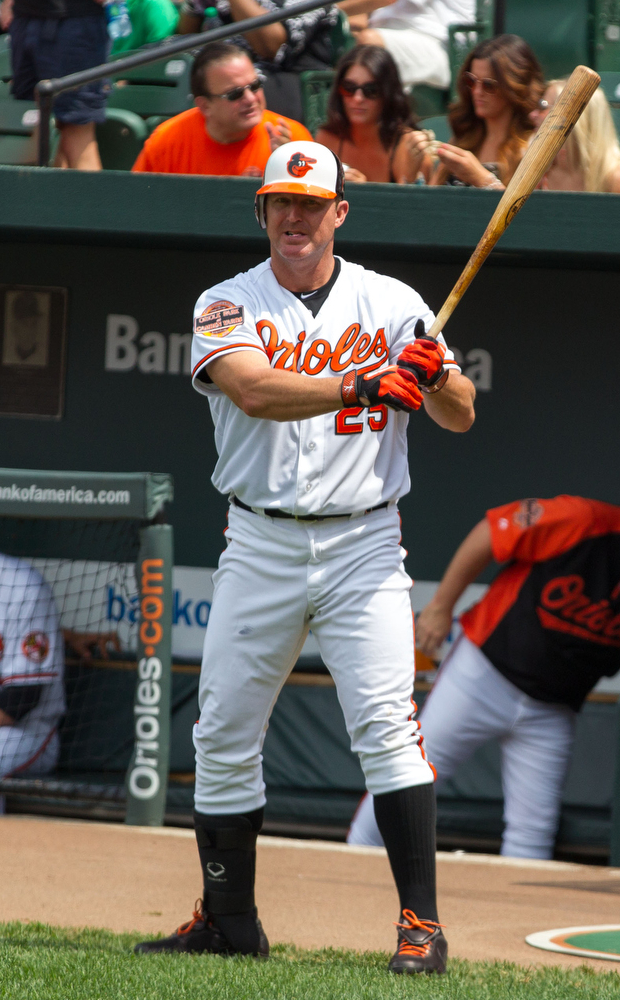
Jim Thome joue son premier match avec les Orioles le 1er juillet.

- 6 juin : Récemment libéré par Colorado, Jamie Moyer, 49 ans, signe un contrat des ligues mineures avec les Orioles et est assigné au club-école de Norfolk[34]. Il est libéré le 23 juin sans avoir été rappelé par Baltimore.
- 30 juin : Les Orioles font l'acquisition du vétéran Jim Thome des Phillies de Philadelphie en retour de deux joueurs des ligues mineures[35].

### Juillet
- 20 juillet : Contre son ancienne équipe, Cleveland, Jim Thome réussit son 610e circuit en carrière et dépasse Sammy Sosa au 7e rang de l'histoire[36].

### Septembre
- 16 septembre : Les Orioles remportent leur 82e victoire de la saison en gagnant 9-5 sur les A's à Oakland, s'assurant du même coup d'une première saison gagnante depuis 1997 après 15 années avec plus de défaites que de victoires[37]. C'était la plus longue série d'insuccès du genre en cours dans la Ligue américaine.
- 30 septembre : Victorieux à Boston, les Orioles s'assurent d'une première participation aux séries éliminatoires depuis la saison 1997[38].

### Octobre
- 2 octobre : Chris Davis frappe au moins un coup de circuit pour un sixième match de suite, une séquence amorcée le 26 septembre qui égale le record d'équipe établi par Reggie Jackson en 1976[39].

### Classement
| Ligue américaine (Division Est) | V  | D  | %    | Diff. |
| ------------------------------- | -- | -- | ---- | ----- |
| Yankees de New York             | 95 | 67 | ,586 | -     |
| Orioles de Baltimore            | 93 | 69 | ,574 | 2     |
| Rays de Tampa Bay               | 90 | 72 | ,556 | 5     |
| Blue Jays de Toronto            | 73 | 89 | ,451 | 22    |
| Red Sox de Boston               | 69 | 93 | ,426 | 26    |

## Affiliations en ligues mineures
| Niveau            | Équipe              | Ligue                   |
| ----------------- | ------------------- | ----------------------- |
| AAA               | Norfolk Tides       | Ligue internationale    |
| AA                | Bowie Baysox        | Eastern League          |
| A-Advanced        | Frederick Keys      | Carolina League         |
| A                 | Delmarva Shorebirds | South Atlantic League   |
| A (saison courte) | Aberdeen IronBirds  | New York-Penn League    |
| Ligue des recrues | GCL Orioles         | Gulf Coast League       |
| Ligue des recrues | DSL Orioles 1       | Dominican Summer League |
| Ligue des recrues | DSL Orioles 2       | Dominican Summer League |